# Magnus Möller (målare)
Magnus Möller, född 1710 i Ystad, död 1775 i Visby, var en svensk målare.
Magnus Möller var verksam som målare i Simrishamn och Sölvesborg, men hade i Sölvesborg utkonkurrerats av yngre målare och tvingades ägna sig åt handel för att försörja sig. 1754 sökte man i Visby en ersättare till Johan Hernell som började bli till åren stadsmålare och hade därför kontaktat Möller. Magnus Möller erhöll mot att anta posten som stadsmålare med hela Gotland som verksamhetsområde ett antal års skattefrihet och ensamrätt på att utöva målar- och bildhuggaryrket. Möller målade 1761 innertaket på Fårö kyrka (borttaget 1858), utförde 1768 målningar i Gammelgarns kyrka, dekorerade 1759 en altaruppsats i Alskogs kyrka, 1761 målade han huvarna på Visby domkyrkas östtorns tornhuvar och 1765 målade han änglar i korvalvet och mittrosor i de andra valven i samma kyrka. Troligen har Möller även utfört de väggmålningar på papper som finns i huset på Södra Kyrkogatan 14 i Visby. Han har möjligen även utfört målningarna i salen i Huset Skeppsbron 20. Magistraten i Visby blev efterhand missnöjda med sitt beslut att låta Möller få ensamrätt som målare i staden, sedan man konstaterat att hans måleri inte höll tillräckligt hög klass. Man ingrep därför inte när Möller klagade över att först Petter Holm och sedan Johan Niklas Weller tilläts verka i staden. 
Magnus Möller bodde först i olika hyrda fastigheter men köpte i början av 1760-talet ett eget hus i norderroten i Visby där han sedan bodde fram till sin död. Av hans söner gick sonen Petter Möller i lära hos fadern och blev senare målare i Sala.